# Анатомия «Тату»
«Анатомия ТАТУ» (англ.  t.A.T.u. Anatomy) — документальный фильм о группе «Тату» режиссёра Виталия Манского. Манский выступает в качестве оператора и автора сценария. Фильм вышел 12 декабря 2003 года на телеканале СТС.
В 60-минутном фильме, смонтированном из 120-часового материала, представлены сцены американского промотура в 2003 году, высказывания Юли Волковой и Лены Катиной, их родителей и продюсера Ивана Шаповалова, концертные выступления.

## Сюжет

Шаповалов и Волкова. Подготовка к выступлению на телешоу The Tonight Show with Jay Leno

В 2003 году накануне войны в Ираке группа отправляется в гастроли по США. В разговоре с продюсером группы Иваном Шаповаловым американский промоутер рекомендует выступить с антивоенным лозунгом на телешоу.
Солистки дуэта рассказывают о своих жизненных планах и некоторых подробностях участия в группе. В частности, обе девушки, по их словам, являются христианками, причём Катина посещает церковь регулярно. Волкову в США сопровождает её бойфренд Павел Сидоров (от которого в 2004 году она родит дочь). Волкова также упоминает об аборте, причиной которого стало нежелание прекращать творческую деятельность.
Продюсер группы Иван Шаповалов неоднократно появляется в фильме в состоянии алкогольного и наркотического опьянения. Во время пребывания в США Шаповалов высказал идею о присуждении солисткам Нобелевской премии. В Москве Шаповалов был задержан милицией за попытку проведения несанкционированного митинга. Шаповалов вспоминает, что потратил на первый альбом 30 тысяч долларов и около 25-30 тысяч долларов на клип «Я сошла с ума». Спонсор дуэта, бизнесмен Борис Ренский, начинает сомневаться в успехе проекта и решает прекратить финансирование, выдав Шаповалову последнюю тысячу долларов и предложив выступить в каком-нибудь клубе. Однако через два дня клип выходит на MTV и приносит группе широкую известность.
Группа готовится к выступлению на 48-м конкурсе песен «Евровидение» в Латвии. У Волковой проблемы с голосовыми связками, поэтому её родители беспокоятся о возможных санкциях против группы в случае болезни. Администратор группы Леонид Дзюник обещает в течение двух месяцев каждой участнице по 200 тысяч евро.
Фильм заканчивается выступлением группы с песней «Не верь, не бойся» на «Евровидении» в рижском холле «Сконто». Волкова и Катина выступают в джинсах и футболках в связи с вынесением предупреждения о недопустимости провокаций. Первое место получает турецкая певица Сертаб Эренер. «Тату» занимают третье место.

## Критика и обсуждение
После выхода фильма комиссия по здравоохранению Московской городской думы во главе с Людмилой Стебенковой подала запрос в прокуратуру в связи с тем, что в фильме содержится сцена, где Шаповалов вместе с пресс-секретарём группы Беатой Ардеевой курит папиросу, предположительно, с марихуаной. Кроме того, Волкова в фильме рассказывает об опыте инъекционного употребления наркотиков. Депутаты расценили показ этих эпизодов как уголовно наказуемое преступление. Они также усмотрели «вызывающие эпизоды» в клипе «Простые движения». В обращении, к которому прилагалась видеозапись фильма, отмечалось: «Так, крупным планом было показано, как в папиросную бумагу насыпается измельчённая масса растительного происхождения, похожая на наркотическое вещество, являющееся таковым либо имитирующее его. Далее показано, как Шаповалов и неизвестная выкуривают эту „папиросу“, передавая её друг другу. В процессе курения у них развиваются характерные именно при употреблении наркотиков симптомы: истерический смех, неестественная экзальтация, нарушение координации движений». Чиновник Госнаркоконтроля РФ пояснил, что вывод о том, пропагандирует ли наркоманию высказывание Волковой, должен сделать эксперт-лингвист.
В телепрограмме НТВ «К барьеру» Стебенкова выразила мнение, что подобные фильмы представляют собой «вопиющий пример пошлости» и оказывают «развращающее воздействие». В поддержку Стебенковой выступила депутат Госдумы Александра Буратаева, в поддержку Манского — президент Гильдии киноведов и кинокритиков России Виктор Матизен. В интернет-чате СТС Катина отметила, что выступает против легализации марихуаны.
В декабре 2003 года Манский отметил: «Многое из того, что я увидел, когда делал картину, по-человечески удивляло меня. В частности, удивлял большой жизненный опыт 18-летних девушек. Глядя на этих солисток, я вдруг подумал о царствующих особах, которые принимали на себя управление государством в 15, 16, 18 лет. Здесь есть какая-то аналогия, потому что не по плечам взрослая доля, безусловно, приводит к аномальным проявлениям в жизни этих героинь». В 2005 году Манский, комментируя сотрудничество с «Тату», сказал: «Когда две девушки в 14 лет, не имеющие ничего общего с лесбиянками, разыгрывали этот имидж и так зарабатывали деньги себе и своим семьям, это безнравственно».
В марте 2004 года фильм был представлен на фестивале в Риге. В интервью Андрею Плахову Манский заявил: «Известных людей снимать в принципе проще: ты опираешься на то, что уже знакомо зрителю, и только наполняешь это знание нюансами. Предположим, что народ думает о „Тату“? Что они лесбиянки. Ну, кто задумается, понимает, что они, скорее всего, не лесбиянки. Меня это вообще не интересовало, и не надо было задавать им этот вопрос. Достаточно было ввести мотив прерывания беременности — и все становилось ясно».
По требованию Шаповалова были вырезаны 17 секунд в финале фильма.